# الناحية المركزية (مقاطعة بيجار)
الناحية المركزية لمقاطعة بيجار (بالفارسية: بخش مرکزی شهرستان بیجار) هي ناحية في مقاطعة بيجار التابعة لمحافظة كردستان في إيران. في تعداد عام 2006، كان عدد سكانها 66,833 نسمة في 17,084 عائلة. فيها مدينتان: بيجار وتوب أغاج. وفيها خمسة أقسام ريفية: قسم حومة الريفي وقسم خورخورة الريفي وقسم نجف أباد الريفي وقسم سيلتان الريفي ، وقسم سياه منصور الريفي.